# Sog (Saugwirkung)

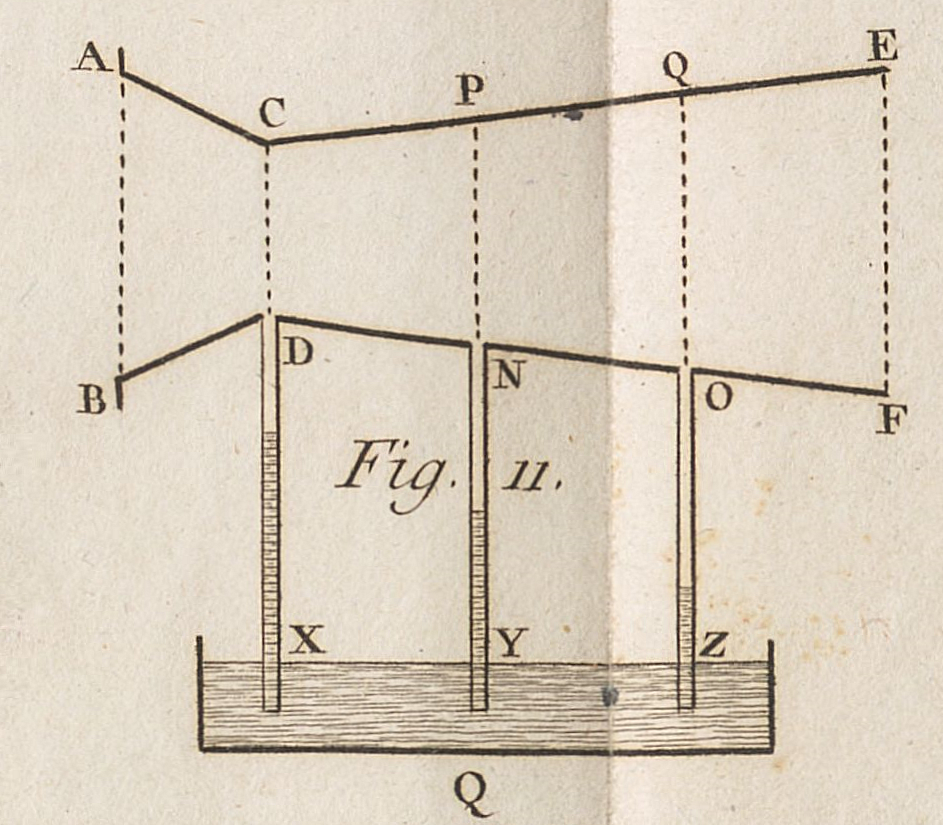
Abb. 1: Die Fig. 11 von Venturi

Sog ist die alltagssprachliche Bezeichnung für eine durch eine Saugwirkung, die Gegenstände in der Umgebung bewegter Fluide (Gase und Flüssigkeiten) erfahren, siehe Bernoulli-Effekt.
Sowohl beim Ausblasen wie auch beim Einsaugen entsprechen die wirkenden Kräfte der Druckgradientkraft. In beiden Fällen werden Objekte also gedrückt und nicht etwa angezogen. Die unterschiedliche Benennung ergibt sich daraus, ob gegenüber dem Umgebungsdruck ein Unterdruck ausgeglichen wird (Saugwirkung) oder ein Überdruck (Blaswirkung). Bei Unfällen mit Flugzeugen in deren Folge es zu einem schnellen Druckabfall kommt, laufen Objekte oder Personen daher Gefahr „ausgeblasen“ zu werden und nicht etwa herausgesaugt zu werden. Umgekehrt ist es bei Personen die vor laufenden Triebwerken stehen.
Strömt wie in Abb. 1 Luft durch die Venturidüse dann saugt sie Flüssigkeit nach oben. Tatsächlich drückt auch hier die ruhende Umgebungsluft bei X, Y und Z die Flüssigkeit in ein Gebiet niedrigeren Drucks an der freien Oberfläche am oberen Ende der Flüssigkeitssäulen: In der Luft ist Saugen nichts anderes, als schwächer zu drücken, als die äußere Atmosphäre drückt,:32 siehe Unterdruck.
Einen Sog übt auch eine in Richtung Meer zurückfließende Strömung der Brandung auf einen darin stehenden Körper aus,
 siehe folgendes Kapitel.

## Sog auf umströmte Körper

Abb. 2: Strömungsabriss hinter einem Zylinder (türkis) mit Rückströmungen (rot)

Die Strömung eines Fluids reißt eingetauchte oder auch nur tangierte Körper mit, siehe Bernoulli-Effekt. Der Staubsauger nutzt den Luftsog technisch aus, der durch ein Druckgefälle in Richtung Staubbeutel entsteht und Staub aufnehmen und in den Staubbeutel verfrachten kann.
Im Fluid eingetauchte Körper, analog zu den Staubkörnern in der Luft, werden wie der Zylinder in Abbildung 2 umströmt.
- Hinter dem nicht stromlinienförmigen Körper kann es wie in Abbildung 2 zum Strömungsabriss mit Rückströmungen kommen. Diese Strömungsumkehr erfordert eine Beschleunigung, die nach dem zweiten newtonschen Gesetz „Kraft gleich Masse mal Beschleunigung“ einer Kraft in Richtung des Körpers entspricht. Nach dem Prinzip Actio und Reactio kommt es zu einer Gegenkraft am Körper, die den Sog der Nachlaufströmung darstellt.[2]:59 Die Gegenkraft wird durch einen Unterdruck hinter dem Körper aufgebracht und ist dadurch nach oben beschränkt; sinkt der statische Druck der Flüssigkeit unter ihren Dampfdruck, kommt es zu Kavitation.
- Beim stromlinienförmigen Körper muss es nicht zu Strömungsumkehrungen kommen, dann ist die Nachlaufströmung relativ zum bewegten Körper nur verlangsamt und der Sog geringer.

Der Sog ist Teil des Druckwiderstands und dieser wiederum Teil des gesamten Strömungswiderstands eines Körpers.

## Anwendungen

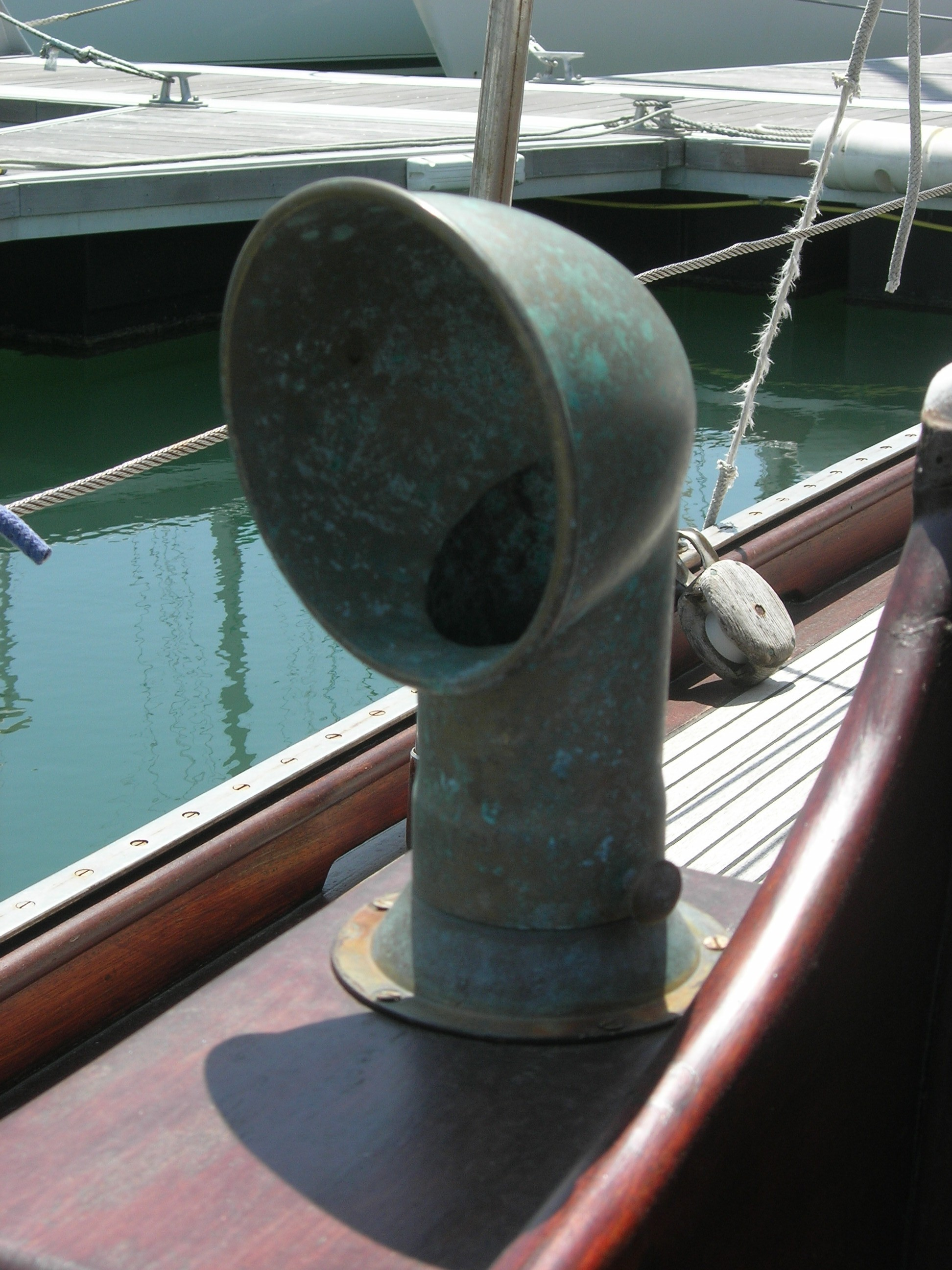
Abb. 3: Der Fahrtwind „saugt“ aus diesem Dorade-Lüfter Luft

- Ein Staubsauger erzeugt Unterdruck, indem Luft herausbefördert wird. Die als Sog empfundene Wirkung entsteht durch die Umgebungsluft, die durch den Einlass in das Gerät hineindrängt, dabei reißt sie den Staub mit.
- Wasserstrahlpumpe, bei der mittels einer Venturi-Düse ein Unterdruck erzeugt wird.
- Beim Lenzen von Booten erzeugt das strömende Wasser um den Bootskörper herum Unterdruck, und der höhere Luftdruck im Bootskörper drückt Wasser oder Luft durch die Lenzklappe nach außen. Bei zu langsamer Fahrt reicht der externe Unterdruck nicht aus, dann muss das Zurückströmen des Wassers in das Boot verhindert werden. Bei Schiffen mit viel Tiefgang kann die erforderliche Geschwindigkeit unerreichbar sein, um den notwendigen Unterdruck bei der Lenzklappe am Kiel in der Nähe des tiefsten Punkts im Schiff zu erzeugen.
- Schiffe werden ohne Gebläse entlüftet, wenn der Fahrtwind rund um einen Dorade-Lüfter Unterdruck erzeugt, siehe Abb. 3. Derselbe Effekt führt zu Atemnot, wenn man sich in einem Sturm bei geöffnetem Mund mit dem Rücken „in den Wind“ dreht (sodass der Wind von hinten kommt.)